# Gvozdarus
Gvozdarus és un gènere de peixos pertanyent a la família dels nototènids
present a l'oceà Antàrtic als mars de Weddell, de la Cooperació i de Ross.
Inclou dues espècies: Gvozdarus balushkini (Voskoboinikova & Kellermann, 1993);
i Gvozdarus svetovidovi (Balushkin, 1989)